# Estland op de Olympische Zomerspelen 1936
Estland nam deel aan de Olympische Zomerspelen 1936 in Berlijn, Duitsland. Het zou voorlopig de laatste keer zijn dat Estland als onafhankelijk land zou deelnemen aan de Spelen. In 1940 volgde de annexatie door de Sovjet-Unie. Pas vanaf 1992 is Estland weer aanwezig op de Spelen. De Spelen van 1936 zouden de meest succesvolle Spelen tot op heden blijken. Een recordaantal medailles en een evenaring van het recordaantal van twee gouden medailles.

## Medailleoverzicht
| Sport         | Olympiër          | Onderdeel                | Medaille |
| ------------- | ----------------- | ------------------------ | -------- |
| Worstelen     | Kristjan Palusalu | +87kg vrije stijl (m)    | Goud     |
| Worstelen     | Kristjan Palusalu | +87kg Grieks-Romeins (m) | Goud     |
| Boksen        | Nikolai Stepulov  | -61,2kg (m)              | Zilver   |
| Worstelen     | augustus Neo      | -87kg vrije stijl (m)    | Zilver   |
| Gewichtheffen | Arnold Luhaäär    | +82,5kg (m)              | Brons    |
| Worstelen     | Voldemar Väli     | -66kg Grieks-Romeins (m) | Brons    |
| Worstelen     | augustus Neo      | -87kg Grieks-Romeins (m) | Brons    |

## Resultaten per onderdeel

### Atletiek
| Olympiër       | Onderdeel                | Resultaat    | Prestatie                                           |
| -------------- | ------------------------ | ------------ | --------------------------------------------------- |
| Ruudi Toomsalu | 100m (m)                 | series       | serie 3: 3de in 11,0                                |
| Reginald Uba   | 1500m (m)                | series       | serie 3: 9de in 4.26,2                              |
| Ruudi Toomsalu | verspringen (m)          | kwalificatie |                                                     |
| Aksel Kuuse    | hoogspringen (m)         | 10e          | kwalificatie: 1ste met 1,85m finale: 10de met 1,90m |
| Evald Äärma    | polsstokhoogspringen (m) | 26e          | kwalificatie: 26ste met 3,70m                       |
| Arnold Viiding | kogelstoten (m)          | 8e           | finale: 8ste met 15,23m                             |
| Gustav Sule    | speerwerpen (m)          | 11e          | kwalificatie: 5de met 64,9m finale: 11de met 63,23m |
| Koit Annamaa   | kogelslingeren (m)       | 8e           | finale: 8ste met 50,46m                             |

### Basketbal
| Olympiër | Onderdeel | Resultaat | Prestatie |
| --- | --------- | --------- | --- |
| Artur Amon Aleksander Illi Robert Keres Vladimir Kärk Evald Mahl Heino Veskila Erich Altosaar Aleksander Margiste Bernhard Nooni Leonid Saar Georg Vinogradov | mannen    | 9e        | 1ste ronde: W van Frankrijk: 34-29 2de ronde: V van Verenigde Staten: 28-52 3de ronde: V van Filipijnen: 22-39 |

### Boksen
| Olympiër         | Onderdeel   | Resultaat | Prestatie |
| ---------------- | ----------- | --------- | --- |
| Evald Seeberg    | -57,2kg (m) | 9e        | 1ste ronde: W van ROU Berechet 2de ronde: V van USA Kara                                                                                              |
| Nikolai Stepulov | -61,2kg (m) | Zilver    | 1ste ronde: W van LUX Wollscheidt 2de ronde: W van JPN Nagamatsu kwartfinale: W van CHI Lillo halve finale: W van SWE Agren finale: V van HUN Harangi |

### Gewichtheffen
| Olympiër       | Onderdeel   | Resultaat | Prestatie                                                                             |
| -------------- | ----------- | --------- | ------------------------------------------------------------------------------------- |
| Erm Lund       | -60kg (m)   | 13e       | duwen: 16de met 72,5kg trekken: 11de met 85kg stoten: 8ste met 112,5kg totaal: 270kg  |
| Peeter Mürk    | -67,5kg (m) | 11e       | duwen: 16de met 75kg trekken: 10de met 95kg stoten: 11de met 115kg totaal: 285kg      |
| Karl Oole      | -82,5kg (m) | 14e       | duwen: 13de met 87,5kg trekken: 11de met 100kg stoten: 13de met 132,5kg totaal: 320kg |
| Arnold Luhaäär | +82,5kg (m) | Brons     | duwen: 4de met 115kg trekken: 6de met 120kg stoten: 1ste met 165kg (OR) totaal: 400kg |

### Roeien
| Olympiër    | Onderdeel | Resultaat | Prestatie                                          |
| ----------- | --------- | --------- | -------------------------------------------------- |
| Elmar Korko | skiff (m) | 13e       | serie 1: 3de in 7.40,4 herkansingen: 3de in 7.44,1 |

### Worstelen
| Olympiër          | Onderdeel   | Resultaat   | Prestatie |
| Vrije stijl       | Vrije stijl | Vrije stijl | Vrije stijl |
| ----------------- | ----------- | ----------- | --- |
| Adalbert Toots    | -66kg (m)   | 8e          | 1ste ronde: vrij 2de ronde: V van JPN Kazama: 0-3 3de ronde: W van CAN Thomas: 3-0 4de ronde: V van FRA Delporte |
| augustus Kukk     | -72kg (m)   | 13e         | 1ste ronde: V van SUI Angst 2de ronde: V van HUN Sóvári: 1-2 |
| augustus Neo      | -87kg (m)   | Zilver      | 1ste ronde: V van SWE Fridell: 0-3 2de ronde: W van HUN Virag-Ebner 3de ronde: W van USA Clemons 4de ronde: W van SUI Dätwyler: 3-0 5de ronde: W van GER Siebert: 3-0                                                                         |
| Kristjan Palusalu | +87kg (m)   | Goud        | 1ste ronde: W van Tsjecho-Slowakije Klapuch 2de ronde: W van FRA Herland 3de ronde: W van TUR Coban: 3-0 4de ronde: W van SUI Bürki 5de ronde: W van FIN Nyström: 3-0                                                                         |
| Grieks-Romeins    |             |             | |
| Evald Sikk        | -56kg (m)   | 6e          | 1ste ronde: V van ITA Bertoli: 0-3 2de ronde: W van AUT Buemberger 3de ronde: W van EGY Erfan: 3-0 4de ronde: W van HUN Lorincz: 3-0 |
| Voldemar Väli     | -66kg (m)   | Brons       | 1ste ronde: W van NOR Dahl 2de ronde: W van GER Nettesheim: 3-0 3de ronde: W van TUR Arikan: 3-0 4de ronde: W van POL Szajewski 5de ronde: W van SWE Olofsson 6de ronde: V van FIN Koskela: 1-2 7de ronde: V van Tsjecho-Slowakije Herda: 0-3 |
| Edgar Puusepp     | -72kg (m)   | 4e          | 1ste ronde: V van GER Schäfer: 0-3 2de ronde: W van HUN Vincze 3de ronde: W van BEL de Feu 4de ronde: V van SWE Svedberg: 0-3 |
| Voldemar Mägi     | -79kg (m)   | 11e         | 1ste ronde: V van FIN Kokkinen: 1-2 2de ronde: V van ITA Gallegati: 0-3 |
| augustus Neo      | -87kg (m)   | Brons       | 1ste ronde: vrij 2de ronde: V van SWE Cadier: 0-3 3de ronde: W van AUT Foidl 4de ronde: W van ITA Silvestri 5de ronde: V van LAT Bietags: 1-2                                                                                                 |
| augustus Neo      | +87kg (m)   | Goud        | 1ste ronde: W van AUT Schöll 2de ronde: W van ROU Kondorossy 3de ronde: W van SWE Nyman: 3-0 4de ronde: W van TUR Coban: 3-0 5de ronde: W van GER Hornfischer: 3-0                                                                            |

### Zeilen
| Olympiër       | Onderdeel | Resultaat | Prestatie                       |
| -------------- | --------- | --------- | ------------------------------- |
| Erik von Holst | O-Jolle   | 17e       | 78 punten: (DNF-6-7-21-13-9-22) |

### Zwemmen
| Olympiër      | Onderdeel           | Resultaat | Prestatie              |
| ------------- | ------------------- | --------- | ---------------------- |
| Egon Roolaid  | 100m vrije slag (m) | 20e       | serie 2: 4de in 1.01,5 |
| Boris Roolaid | 100m rugslag (m)    | 29e       | serie 4: 4de in 1.21,1 |

Afghanistan · Argentinië · Australië · België · Bermuda · Bolivia · Brazilië · Brits-Indië · Bulgarije · Canada · Chili · Colombia · Costa Rica · Denemarken · Duitsland · Egypte · Estland · Filipijnen · Finland · Frankrijk · Griekenland · Groot-Brittannië · Hongarije · IJsland · Italië · Japan · Joegoslavië · Letland · Liechtenstein · Luxemburg · Malta · Mexico · Monaco · Nederland · Nieuw-Zeeland · Noorwegen · Oostenrijk · Peru · Polen · Portugal · Republiek China · Roemenië · Tsjecho-Slowakije · Turkije · Uruguay · Verenigde Staten · Zuid-Afrika · Zweden · Zwitserland